# Melica riograndensis
A Melica riograndensis é uma rara espécie de erva da mesma família dos bambus, considerada endêmica do Rio Grande do Sul, Brasil. Com 30 centímetros de altura, ela cresce apenas no município gaúcho de Uruguaiana.